# Square Édith-Girard
Le square Édith-Girard est un square du 19e arrondissement de Paris.

## Situation et accès
Le site est accessible par le 31, quai de la Loire.
Il est desservi par la ligne 5 à la station Laumière.

## Origine du nom
Depuis le 13 octobre 2022, cet espace vert est nommé en hommage à Édith Girard, architecte française (1949-2014).